# Marcel Laurens
Marcel Laurens (Mechelen, 21 de junho de 1952) é um ex-ciclista belga, profissional entre 1974 e 1985. Ele terminou em último lugar no Tour de France 1983.